# Nerpio
Nerpio là một đô thị ở tỉnh Albacete nằm ở cộng đồng tự trị Castile-La Mancha của Tây Ban Nha. Đô thị Nerpio có diện tích 435,78 kilômét vuông, dân số năm 2023 là 1174 người với mật độ 2,93 người/km².